# Agente de liberação de noradrenalina e dopamina
Um agente de liberação de noradrenalina-dopamina (NDRA) é um tipo de droga que induz a liberação de noradrenalina e dopamina no organismo.
Alguns exemplos de NDRAs são fenetilamina, tiramina, anfetamina, metanfetamina, lisdexanfetamina, catinona, metcatinona.
Um tipo de droga intimamente relacionado aos NDRA são os inibidores de recaptação de noradrenalina e dopamina (IRND).